# Nedre Milsbosjön
Nedre Milsbosjön är en sjö i Borlänge kommun och Säters kommun i Dalarna och ingår i Dalälvens huvudavrinningsområde. Sjön har en area på 0,334 kvadratkilometer och ligger 113,1 meter över havet. Vid provfiske har bland annat abborre, braxen, gädda och id fångats i sjön.

## Delavrinningsområde
Nedre Milsbosjön ingår i det delavrinningsområde (670273-149028) som SMHI kallar för Utloppet av Nedre Milsbosjön. Medelhöjden är 133 meter över havet och ytan är 3,86 kvadratkilometer. Det finns ett avrinningsområde uppströms, och räknas det in blir den ackumulerade arean 7,68 kvadratkilometer. Vattendraget som avvattnar avrinningsområdet har biflödesordning 2, vilket innebär att vattnet flödar genom totalt 2 vattendrag innan det når havet efter 194 kilometer. Avrinningsområdet består mestadels av skog (27 procent), öppen mark (12 procent) och jordbruk (48 procent). Avrinningsområdet har 0,32 kvadratkilometer vattenytor vilket ger det en sjöprocent på 8,7 procent.

## Fisk
Vid provfiske har följande fisk fångats i sjön:
- Abborre
- Braxen
- Gädda
- Id
- Mört
- Ruda